# پونتا گوردا (فلوریدا)
پونتا گوردا (به انگلیسی: Punta Gorda) شهری در شهرستان شارلوت ایالت فلوریدا است که در سال ۱۹۰۰ بنیان‌گذاری شده‌است. این شهر طبق سرشماری سال ۲۰۱۰ میلادی، ۱۶٬۶۴۱ نفر جمعیت داشته و مساحت آن نیز ۴۷٫۹ کیلومتر مربع است.